# John Gilmour
Sir John Gilmour, 2. baronet DSO (ur. 27 maja 1876, zm. 30 marca 1940 w Londynie), brytyjski polityk, członek Partii Konserwatywnej, minister w rządach Stanleya Baldwina, Ramsaya MacDonalda i Neville'a Chamberlaina.

## Życiorys
Był synem sir Johna Gilmoura, 1. baroneta, i Henrietty Gilmour. Tytuł baroneta odziedziczył po śmierci ojca w 1920 r. Kształcił się w Trinity College w Glenalmond, na Uniwersytecie Edynburskim oraz w Trinity Hall na Uniwersytecie Cambridge.
W latach 1900–1901 brał udział w II wojnie burskiej w szeregach 20 kompanii (Fife and Forfar) Imperial Yeomanry. Za postawę na polu walki został odznaczony medalem Królowej oraz trzykrotnie wspomniany w rozkazie dziennym. Brał również udział w I wojnie światowej w szeregach Fife and Forfar Yeomanry. Ponownie został wspomniany w rozkazie dziennym oraz otrzymał Distinguished Service Order.
Gilmour był w latach 1902–1906 r. zarządcą hodowli lisów w Fife. W latach 1901–1910 zasiadał w radzie hrabstwa Fife. W 1906 r. bez powodzenia startowałw wyborach do Izby Gmin w okręgu East Fife. Do parlamentu dostał się w 1910 r. wygrywając wybory w okręgu East Renfrewshire. Od 1918 r. reprezentował okręg wyborczy Glasgow Pollok.
W latach 1921–1922 był młodszym lordem skarbu. W latach 1924–1929 był ministrem ds. Szkocji. W rządzie narodowym był w latach 1931–1932 ministrem rolnictwa i rybołówstwa, a w latach 1932–1935 ministrem spraw wewnętrznych. Karierę zakończył jako minister budownictwa okrętowego. Objął ten urząd w 1939 r. i zmarł podczas jego pełnienia w 1940 r.
Był rektorem Uniwersytetu Edynburskiego w latach 1926–1929. Otrzymał honorowe tytuły naukowe od Uniwersytetu Glasgow w 1925 r., Uniwersytetu Edynburskiego w 1927 r. oraz Uniwersytetu w St Andrews w 1929 r. Był również brygadierem Królewskiej Kompanii Łuczników.
Tytuł baroneta po jego śmierci odziedziczył jego najstarszy syn John Edward Gilmour.